# Bird Island (ö i Sydgeorgien och Sydsandwichöarna)
Bird Island är en ö i Sydgeorgien och Sydsandwichöarna (Storbritannien). Den ligger i den nordvästra delen av Sydgeorgien och Sydsandwichöarna. Arean är 5,5 kvadratkilometer.
Terrängen på Bird Island är lite kuperad. Öns högsta punkt är 320 meter över havet. Den sträcker sig 2,7 kilometer i nord-sydlig riktning, och 4,8 kilometer i öst-västlig riktning.